# Univere
Univere – wieś w Estonii, w prowincji Viljandi, w gminie Mulgi (poprzednio w gminie Karksi).